# Hyōgo
Hyōgo (兵庫県 (Binh Khố huyện) Hyōgo-ken) là một tỉnh thuộc vùng Kinki, Nhật Bản. Tỉnh lỵ là thành phố Kobe.

## Địa lý
Tỉnh Hyogo phía Bắc giáp biển Nhật Bản, phía Nam giáp biển Seto Naikai. Phía Tây giáp các tỉnh Tottori và Okayama. Phía Đông giáp các tỉnh Kyoto và Osaka. Đảo Awaji trên biển Seto Naikai thuộc tỉnh Hyogo.

## Khí hậu
Mùa hè nóng ẩm. Mùa đông ở phía Bắc tỉnh lạnh, có nhiều tuyết; ở phía Nam tỉnh ấm áp.

## Lịch sử
- Năm 1180, Fukuhara ở vị trí tỉnh Hyogo ngày nay đã từng là kinh đô của Nhật Bản trong vòng 5 tháng.
- Ako, một lãnh địa phong kiến trước đây ở Hyogo là quê của 47 samurai mất chủ.

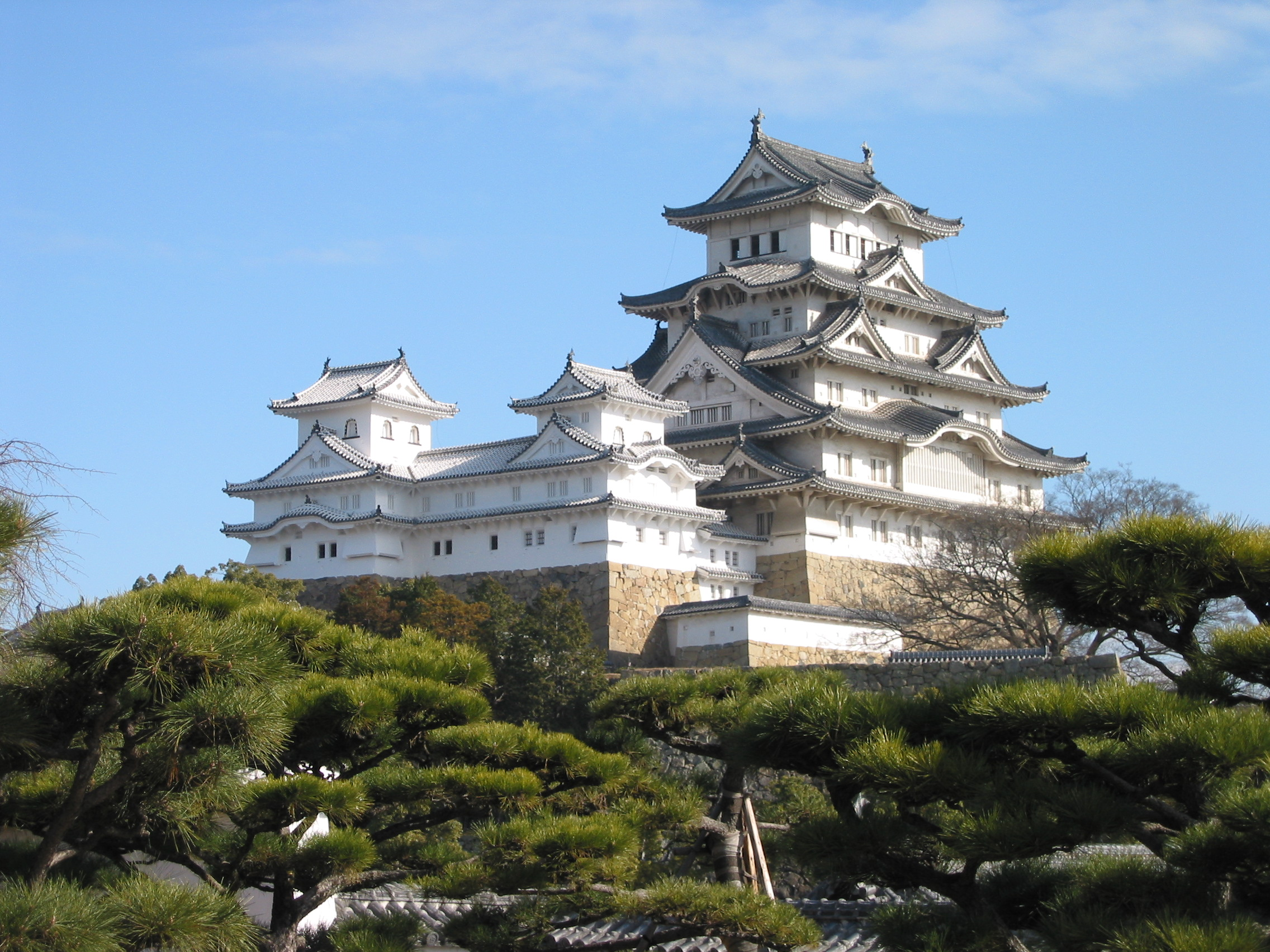
Thành Himeji

## Hành chính

### Các thành phố
Hyogo có 29 thành phố:
| - Kobe - Aioi - Akashi - Akō - Amagasaki - Asago - Ashiya - Awaji - Himeji - Itami | - Kakogawa - Kasai - Katō - Kawanishi - Miki - Minamiawaji - Nishinomiya - Nishiwaki - Ono - Sanda | - Sasayama - Shisō - Sumoto - Takarazuka - Takasago - Tamba - Tatsuno - Toyooka - Yabu |

## Kinh tế
Ở Hyogo có rất nhiều cơ sở công nghiệp nặng. Cảng Kobe là một trong những cảng biển quan trọng nhất của Nhật Bản.

## Thể thao
Các đội thể thao được liệt kê dưới đây có trụ sở tại Hyogo.

Bóng đá
- Vissel Kobe (Kobe)

Bóng chày
- Orix Buffaloes (Kobe)
- Hanshin Tigers (Nishinomiya)

Bóng chuyền
- Hisamitsu Springs (Kobe)
- JT Marvelous (Nishinomiya)

Rugby
- Kobe Steel Kobelco Steelers (Kobe)
- World Fighting Bull (Kobe)

## Du lịch
Thành Himeji là một di sản văn hóa thế giới.